# Oryzoborus funereus
Az Oryzoborus funereus a madarak osztályának verébalakúak (Passeriformes) rendjébe és a tangarafélék (Thraupidae) családjába tartozó faj.

## Rendszerezése
A fajt Philip Lutley Sclater angol ornitológus írta le 1859-ben, Oryzoborus angolensis funereus néven. Besorolása vitatott, egyes szervezetek a Sporophila nembe helyezik Sporophila funerea néven.

## Alfajai
- Oryzoborus funereus aethiops P. L. Sclater, 1860
- Oryzoborus funereus funereus P. L. Sclater, 1860
- Oryzoborus funereus ochrogyne (Olson, 1981)
- Oryzoborus funereus salvini Ridgway, 1884[1]

## Előfordulása
Mexikó déli részén, valamint Belize, Costa Rica, Guatemala, Honduras, Nicaragua, Panama, Ecuador és Kolumbia területén honos. A természetes élőhelye szubtrópusi és trópusi síkvidéki erdők, valamint erősen leromlott egykori erdők.

## Megjelenése
Testhossza 10,7-12,5 centiméter, testtömege 13-14 gramm. A nemek tollazata eltérő.
|  |

## További információ
- Képek az interneten a fajról
- Internet Bird Collection - videók a fajról
- Xeno-canto.org - a faj hangja és elterjedési területe